# Ruka Norimatsu
Ruka Norimatsu (乗松 瑠華, 30 de gener de 1996) és una futbolista japonesa.

## Selecció del Japó
Va debutar amb la selecció del Japó el 2014. Va disputar 2 partits amb la selecció del Japó.

## Estadístiques
| Selecció del Japó | Selecció del Japó | Selecció del Japó |
| Anys              | Partits           | Gols              |
| ----------------- | ----------------- | ----------------- |
| 2014              | 2                 | 0                 |
| Total             | 2                 | 0                 |